# Barbie: The Album
Barbie: The Album é a trilha sonora para o filme Barbie (2023), dirigido por Greta Gerwig. Foi lançada através de Atlantic Records em 21 de julho de 2023, mesmo dia do lançamento do filme nos cinemas norte-americanos. O álbum foi produzido por Mark Ronson, Kevin Weaver e Brandon Davis. Foi recebido com avaliações geralmente positivas pelos críticos musicais.
O álbum foi promovido pelo lançamento de seis singles; o primeiro single, "Dance the Night" de Dua Lipa, alcançou o topo das paradas de dez países, incluindo Reino Unido e Irlanda, bem como o top dez em 25 territórios, incluindo os Estados Unidos. O segundo single foi "Angel" de PinkPantheress e o terceiro foi "Barbie World", uma colaboração de Nicki Minaj e Ice Spice com Aqua, o qual atingiu o top dez em 15 territórios, entre eles os Estados Unidos e Reino Unido. O quarto single, "Speed Drive" de Charli XCX, conquistou o top dez no Reino Unido e Irlanda. O quinto single, "What Was I Made For?" de Billie Eilish, alcançou o topo das tabelas do Reino Unido, Irlanda, Suíça e Austrália, além do top dez em 15 países. "Choose Your Fighter" de Ava Max foi enviada às rádios como sexto single do álbum em 28 de julho de 2023.
Após seu lançamento, o álbum conquistou sucesso crítico e comercial. Estreou na primeira posição na Austrália, Canadá, Países Baixos e Nova Zelândia e alcançou o top dez na Áustria, Bélgica, Tchéquia, França, Alemanha, Hungria, Espanha, Portugal, Suíça e Estados Unidos. No Grammy Awards de 2024, o álbum ganhou o prêmio de Melhor Álbum Instrumental de Trilha Sonora em Mídia Visual, ao passo que quatro de suas faixas "Dance the Night", "Barbie World", "What Was I Made For?" e "I'm Just Ken") receberam indicações na categoria de Melhor Canção em Mídia Visual. "Dance the Night" e "What Was I Made For?" foram adicionalmente indicadas aos prêmios de Canção do Ano e Gravação do Ano.

## Antecedentes
Alexandre Desplat, que já colaborou com Gerwig em Little Women (2019), foi confirmado para colaborar na trilha sonora do filme no início de setembro de 2022. No entanto, em maio de 2023, Desplat havia deixado o projeto devido a conflitos de agendamento, com Mark Ronson e Andrew Wyatt assumindo as funções de pontuação.
A lista de músicas foi revelada no dia 25 de maio de 2023 pela Atlantic Records, juntamente com a pré-venda e pré-encomenda do álbum, e apresenta 17 faixas. A trilha sonora, Barbie: The Album, contaria com canções originais de de Ava Max, Charli XCX, Dominic Fike, Fifty Fifty, Gayle, Haim, Ice Spice, Kali, Karol G, Khalid, Lizzo, Nicki Minaj, Pink Pantheress, Tame Impala, The Kid Laroi, e os membros do elenco Ryan Gosling e Dua Lipa, com artistas surpresa adicionais sendo revelados posteriormente.
Em 6 de julho de 2023, Billie Eilish foi anunciada como a primeira artista surpresa da trilha sonora. A inclusão de Eilish no álbum foi especulada depois que ela postou um sinal rosa neon da Barbie em sua conta do Instagram uma semana antes. Em 10 de julho de 2023, Sam Smith foi anunciado como o segundo artista surpresa da trilha sonora.

## Gravação e produção
Antes de assinar o projeto Barbie, o produtor Mark Ronson recebeu uma mensagem de texto de seu amigo, o produtor George Drakoulias, que dizia simplesmente: "Barbie?" Antes que os ensaios da Barbie pudessem começar em duas semanas, a diretora Greta Gerwig precisava de uma música era disco que formasse a base de um número de dança altamente coreografado. Ela enviou a Ronson uma lista de reprodução do que ela tinha em mente para a trilha sonora—"música de prazer culpado" ou "pop Pelotão"—incluindo canções de Andrea True Connection e Xanadu. Ronson e seu colega Andrew Wyatt criaram uma faixa de apoio que Gerwig adorou e usou para os ensaios de dança do elenco. Essa música mais tarde se tornaria "Dance the Night" de Dua Lipa.
Ao longo de um ano, Ronson foi encarregado de criar uma trilha sonora que combinasse com a visão de Gerwig para a Barbie. Gerwig e Ronson haviam feito uma "lista de desejos" de artistas que queriam para a trilha sonora e, como o filme estava sendo editado na pós-produção, eles mostravam cenas do filme para esses artistas. Ronson afirmou que, "Todo mundo assistia à cena e voltava uma ou duas semanas depois, e chegava exatamente ao cerne de tudo o que estávamos tentando fazer."
Em abril de 2022, o empresário do grupo musical dinamarquês Aqua, Ulrich Møller-Jørgensen, e a vocalista Lene Nystrøm, afirmaram que o hit "Barbie Girl" de 1997, não seria incluído na trilha sonora do filme. A Variety especulou que isso se devia a más relações entre a Mattel e a MCA Records, a gravadora americana da música, que se envolveu em uma série de processos judiciais sobre a música entre 1997 a 2002. No entanto, a atriz Margot Robbie, que interpreta a Barbie, supostamente implorou a Gerwig para incluir a música no filme, e Gerwig garantiu a Robbie que ela encontraria uma maneira de incorporar a música de "uma maneira legal". Nicki Minaj e Ice Spice assinaram contrato para realizar um remix da música para a trilha sonora, intitulada "Barbie World". Aqua é creditado como co-escritores e intérpretes da faixa. Apesar de não estar na trilha sonora oficial, "Barbie Girl" foi incluída na playlist oficial da Barbie criada pelo Spotify.

## Lançamento e promoção

### Formatos
Para coincidir com o lançamento do filme, Barbie: The Album foi lançado em 21 de julho de 2023 pela Atlantic Records. A gravadora lançou em seu site uma variedade de formatos físicos para promover o lançamento do álbum, junto com várias variantes de vinis de edição especial e fitas cassete. A maioria das capas dos álbuns apresenta Margot Robbie como Barbie, descansando em seu icônico maiô e óculos de sol. O álbum também foi lançado em cores e designs exclusivos para Target, Walmart, Barnes & Noble, Amazon, Hot Topic e Urban Outfitters. Os formatos digitais do álbum, como download digital e streaming online, coincidiram com o lançamento dos formatos físicos. Antes do lançamento da trilha sonora, festas de audição foram realizadas em lojas de discos selecionadas nos Estados Unidos, América Latina e Europa em 18 de julho.

### Singles
Em 22 de maio de 2023, a cantora anglo-albanesa Dua Lipa anunciou que seu single, "Dance the Night", seria lançado à meia-noite de sexta-feira, 26 de maio, BST. O videoclipe que acompanha também foi lançado naquele dia e incluiu uma participação especial da diretora Greta Gerwig. O produtor Mark Ronson compartilhou uma captura de tela de uma mensagem direta que enviou a Dua Lipa no Instagram em 2022, pedindo a ela para co-escrever e executar uma música da trilha sonora de um "enorme número de dança para 60 pessoas", que mais tarde se tornaria "Dance the Night". Em 10 de junho, "Dance the Night" estreou no número 43 na Billboard Hot 100. A canção alcançou a posição número um no UK Singles Chart e número seis na Billboard Hot 100 dos EUA.
Uma semana depois, em 2 de junho, a cantora colombiana Karol G lançou o primeiro single promocional da trilha sonora, "Watati". A Rolling Stone informou que Karol G visitou o estúdio de Ronson para assistir a cenas do filme em 15 de abril de 2023, mesmo dia em que ela se apresentou no Saturday Night Live. O videoclipe que acompanha o single foi lançado em 15 de junho. "Watati" alcançou sucesso na Espanha e em vários países latino-americanos, alcançando o segundo lugar no Panamá e o quarto lugar em Honduras. O segundo single promocional da trilha sonora, "Angel", da cantora inglesa PinkPantheress, foi lançado uma semana depois, em 9 de junho, e enviado para estações de rádio italianas no mesmo dia.
Em 10 de junho, a rapper trinidiana Nicki Minaj e a rapper americana Ice Spice anunciaram que seu single "Barbie World" seria lançado em 23 de junho. Lançado como terceiro single da trilha sonora, a canção é interpretada pelas duas rappers e remixa a música "Barbie Girl" de 1997 da banda dinamarquesa Aqua, que também são creditados como intérpretes. O videoclipe, que apresentava as semelhanças de Minaj e Ice Spice com a Barbie, também foi lançado em 23 de junho. "Barbie World" estreou no número sete na Billboard Hot 100 em 8 de julho e alcançou a quarta posição no UK Singles Chart.
A cantora inglesa Charli XCX lançou "Speed Drive" em 29 de junho, que foi enviada às rádios italianas em 30 de junho como o quarto single da trilha sonora. O videoclipe para a canção foi lançado em 16 de agosto de 2023 contou com uma participação especial de Sam Smith e Devon Lee Carlson. A canção alcançou a nona posição na parada de singles do Reino Unido. Horas depois, o grupo feminino sul-coreano Fifty Fifty lançou o segundo single promocional da trilha sonora, "Barbie Dreams", com participação da rapper americana Kaliii.
A cantora americana Billie Eilish foi revelada como a primeira artista surpresa da trilha sonora em 6 de julho. Naquele dia, ela anunciou que sua música "What Was I Made For?" e o videoclipe que o acompanha seria lançado como o quinto single da trilha sonora em 13 de julho. Eilish provocou o single e o vídeo em um tweet de 12 de julho. "What Was I Made For?" alcançou a posição 14 na Billboard Hot 100 e número um no UK Singles Chart.
Em 10 de julho, o cantor inglês Sam Smith, foi anunciado como o segundo artista surpresa da trilha sonora. A música "Man I Am" foi lançada junto com o álbum como seu terceiro single promocional em 21 de julho, alcançando a posição 58 no UK Singles Chart.
Em 28 de julho, "Choose Your Fighter", da cantora americana Ava Max, foi enviada às rádios italianas como o sexto single da trilha sonora, e alcançou a 90ª posição da parada de singles do Reino Unido.

### EdiçãoBest Weekend Ever
No mesmo dia em que a trilha sonora foi lançada, um cover de "Closer to Fine", de Indigo Girls, interpretado por Brandi Carlile e sua esposa Catherine Carlile e um cover de "Push", de Matchbox Twenty, interpretado por Ryan Gosling foram lançados como parte da edição deluxe da trilha sonora, intitulada Best Weekend Ever.

## Desempenho comercial
No Reino Unido, o álbum estreou na primeira posição da tabela de compilações, ao passo que seis canções entraram no top 40 da parada de singles oficial da região. Também tornou-se a primeira trilha sonora a ter três canções no top 5 da parada de singles simultaneamente: "What Was I Made For?" (3), "Dance the Night" (4) e "Barbie World" (5).

## Prêmiações
| Prêmio                             | Ano  | Categoria                                                    | Resultado | Ref.   |
| ---------------------------------- | ---- | ------------------------------------------------------------ | --------- | ------ |
| Billboard Music Awards             | 2023 | Melhor Trilha Sonora                                         | Venceu    | [ 56 ] |
| Grammy Awards                      | 2024 | Melhor Álbum Instrumental de Trilha Sonora para Mídia Visual | Venceu    | [ 57 ] |
| Hollywood Music in Media Awards    | 2023 | Melhor Álbum de Trilha Sonora                                | Venceu    | [ 58 ] |
| St. Louis Film Critics Association | 2023 | Melhor Trilha Sonora                                         | Venceu    | [ 59 ] |

## Lista de faixas
| Barbie: The Album — Edição padrão |                                                             | |                                |         |  |
| N.º                               | Título                                                      | Compositor(es) | Produtor(es)                   | Duração |  |
| 1.                                | "Pink" (Lizzo)                                              | Andrew Wyatt Eric Burton Frederic Mark Ronson Melissa Jefferson | Wyatt Ronson Ricky Reed        | 2:23    |  |
| 2.                                | "Dance the Night" (Dua Lipa)                                | Ronson Wyatt Caroline Ailin Dua Lipa | Wyatt Ronson Picard Brothers   | 2:56    |  |
| 3.                                | "Barbie World" (Nicki Minaj e Ice Spice, com part. de Aqua) | Ephrem Louis Lopez Jr. Johnny Pedersen Karsten Dahlgaard Lene Nystrøm Naija Gaston Claus Norreen Onika Maraj René Dif Søren Rasted                                                                      | RiotUSA                        | 1:49    |  |
| 4.                                | "Speed Drive" (Charli XCX)                                  | Charlotte Aitchison David James Parker Easyfun Ewart Everton Brown Fabian Peter Torsson Joakim Frans Åhlund Klas Frans Åhlund Michael Chapman Nicholas Chinn Patrik Knut Arve Sylvia Robinson Troy Rami | Esyfun                         | 1:57    |  |
| 5.                                | "Watati" (Karol G, com part. de Aldo Ranks)                 | Aldo Ranks Carolina Giraldo Daniel Oviedo | Ovy on the Drums               | 2:46    |  |
| 6.                                | "Man I Am" (Sam Smith)                                      | Frederic Ronson Sam Smith | Ronson Reed                    | 3:07    |  |
| 7.                                | "Journey to the Real World" (Tame Impala)                   | Kevin Parker | Parker                         | 1:27    |  |
| 8.                                | "I'm Just Ken" (Ryan Gosling)                               | Wyatt Ronson | Wyatt Ronson                   | 3:42    |  |
| 9.                                | "Hey Blondie" (Dominic Fike)                                | Dominic Fike Henry Kwapis Ronson Ryan Raymond Raines | Ronson                         | 2:21    |  |
| 10.                               | "Home" (Haim)                                               | Alana Haim Danielle Haim Este Haim Rostam Batmanglij | D. Haim Rostam                 | 3:46    |  |
| 11.                               | "What Was I Made For?" (Billie Eilish)                      | Billie Eilish O'Connell Finneas O'Connell | Wyatt Finneas Ronson           | 3:42    |  |
| 12.                               | "Forever & Again" (The Kid Laroi)                           | Wyatt Billy Walsh Charlton Howard Louis Bell | Wyatt Bell                     | 2:19    |  |
| 13.                               | "Silver Platter" (Khalid)                                   | Chase Worrell Denis Kosiak Jason Kellner Khalid Robinson | Worrell Kosiak Kellner         | 2:45    |  |
| 14.                               | "Angel" (PinkPantheress)                                    | Michael Tucker Count Baldor PinkPantheress | BloodPop Baldor PinkPantheress | 2:03    |  |
| 15.                               | "Butterflies" (Gayle)                                       | Anthony Kiedis Brett Mazur Chad Smith Taylor Rutherfurd John Frusciante Michael Balzary Reed Berin Seth Binzer                                                                                          | Berin                          | 2:16    |  |
| 16.                               | "Choose Your Fighter" (Ava Max)                             | Amanda Ava Koci Henry Russell Walter Madison Love Michael Pollack | Cirkut                         | 2:6     |  |
| 17.                               | "Barbie Dreams" (Fifty Fifty, com part. de Kali)            | Faangs James Harris Terry Lewis Janet Jackson Jbach Kaliya Ashley Ross Marc Raymond Ernest Sibley Mike Caren Nathan Cunningham Nicholaus Joseph Williams Randall Hammers Tramaine Winfrey               | Space Primates                 | 2:29    |  |
| Duração total:                    | Duração total:                                              | Duração total: | Duração total:                 | 44:05   |  |

| Barbie: The Album — Edição Best Weekend Ever |                                                       |                          |                                |         |  |
| N.º                                          | Título                                                | Compositor(es)           | Produtor(es)                   | Duração |  |
| 18.                                          | "Push" (Ryan Gosling)                                 | Matt Serletic Rob Thomas | Wyatt George Drakoulias Ronson | 3:23    |  |
| 19.                                          | "Closer to Fine" (Brandi Carlile e Catherine Carlile) | Amy Ray Emily Saliers    | B. Carlile                     | 5:52    |  |
| Duração total:                               | Duração total:                                        | Duração total:           | Duração total:                 | 53:21   |  |

Notas
- "Watati" é estilizada em letras maiúsculas e "Butterflies" em letras minúsculas.
- "Barbie Dreams" não está presente nos formatos físicos da trilha sonora, fazendo parte da lista de faixas apenas nas plataformas de streaming e na edição limitada com capa alternativa, intitulada Ken: The Album.[60]

Créditos de samples
- "Barbie World" contém uma amostra de "Barbie Girl", escrita por Søren Rasted, Claus Norreen, René Dif e Lene Nystrøm, e interpretada por Aqua.
- "Speed Drive" contém uma interpolação de "Mickey", escrita por Michael Chapman e Nicholas Chinn, e interpretada por Toni Basil; e uma interpolação de "Cobrastyle", escrita por Klas Åhlund, Joakim Åhlund, Patrick Arve, Ewart Brown, Fabian Torsson, Troy Rami, Paul Rota, David Parker e Sylvia Robinson, e interpretada por Robyn; que em si é um cover de "Cobrastyle", interpretada por Teddybears com a participação de Mad Cobra.
- "Barbie Dreams" contém uma interpolação de "Together Again", escrita por Janet Jackson, James Harris III, Terry Lewis e René Elizondo Jr., e interpretada por Janet Jackson.
- "Butterflies" contém uma interpolação de "Butterfly" de Crazy Town, baseada em uma amostra de "Pretty Little Ditty" de Red Hot Chilli Peppers, escrita por Seth Binzer, Brett Mazur, Anthony Kiedis, Flea, John Frusciante e Chad Smith.

## Tabelas musicais
| Tabela musical (2023)                     | Melhor posição |
| ----------------------------------------- | -------------- |
| Alemanha (Offizielle Top 100)             | 6              |
| Austrália (ARIA)                          | 1              |
| Bélgica (Ultratop Flandres)               | 4              |
| Bélgica (Ultratop Valônia)                | 4              |
| Finlândia (Suomen virallinen lista)       | 40             |
| Itália (FIMI)                             | 13             |
| Lituânia (AGATA)                          | 28             |
| Nova Zelândia (RMNZ)                      | 1              |
| Japão (Oricon Digital)                    | 48             |
| Países Baixos (Dutch Charts)              | 1              |
| Reino Unido (UK Compilation Albums Chart) | 1              |
| Reino Unido (UK Soundtrack Albums Chart)  | 1              |
| Suécia (Sverigetopplistan)                | 57             |
| Suíça (Schweizer Hitparade)               | 3              |

## Certificações
| Região                                                        | Certificação | Vendas   |
| ------------------------------------------------------------- | ------------ | -------- |
| Austrália (ARIA)                                              | Ouro         | 35.000‡  |
| Canadá (Music Canada)                                         | Ouro         | 40.000‡  |
| França (SNEP)                                                 | Ouro         | 50.000‡  |
| Nova Zelândia (RMNZ)                                          | Ouro         | 7.500‡   |
| Reino Unido (BPI)                                             | Ouro         | 100.000‡ |
| ‡vendas+valores de streaming baseados somente na certificação |              |          |

## Histórico de lançamento
| Região | Data                | Formato                                     | Versão                    | Gravadora | Ref.                 |
| ------ | ------------------- | ------------------------------------------- | ------------------------- | --------- | -------------------- |
| Várias | 21 de julho de 2023 | Cassete CD download digital streaming vinil | Padrão                    | Atlantic  | [ 15 ] [ 17 ] [ 18 ] |
| Várias | 21 de julho de 2023 | CD download digital                         | Best Weekend Ever Edition | Atlantic  | [ 80 ]               |
| Várias | 21 de julho de 2023 | CD                                          | Ken: The Album            | Atlantic  | [ 81 ]               |

## Links externos
- «Sítio oficial»
- Barbie the Album no AllMusic
- Barbie the Album no Discogs
- Barbie the Album no Twitter
- Barbie the Album no Instagram